# Carothèque

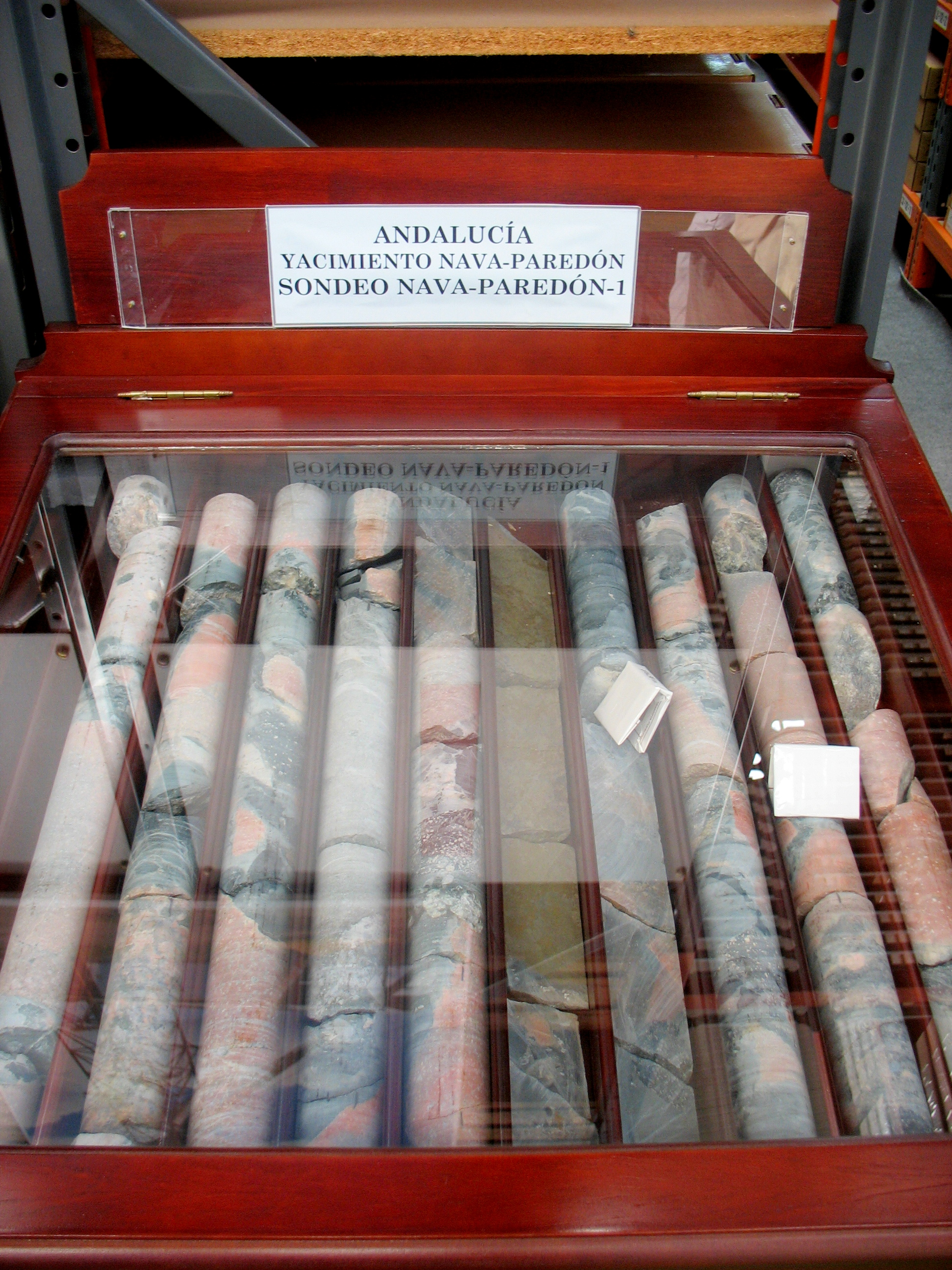
Collection de carottes géologiques en Espagne.

Une carothèque est une collection de carottes géologiques, pour archivage, afin d'éviter un nouveau forage, toujours très coûteux.

## Dans le monde

### France
Les deux carothèques françaises principales sont celles du site de déchets nucléaires de l'ANDRA à Bure (Meuse) et celle de la base antarctique Concordia Dôme C ; mais il en existe d'autres notamment celles alimentées par les universités comme la carothèque de l'Université de Bordeaux.

### Concordia
Le dôme C a été choisi parce que c'était un dôme (à 3 300 m d'altitude) en plein Antarctique (75.06°Sud ; 123.23°Est) à 1 200 km de la base côtière de Dumont d'Urville.

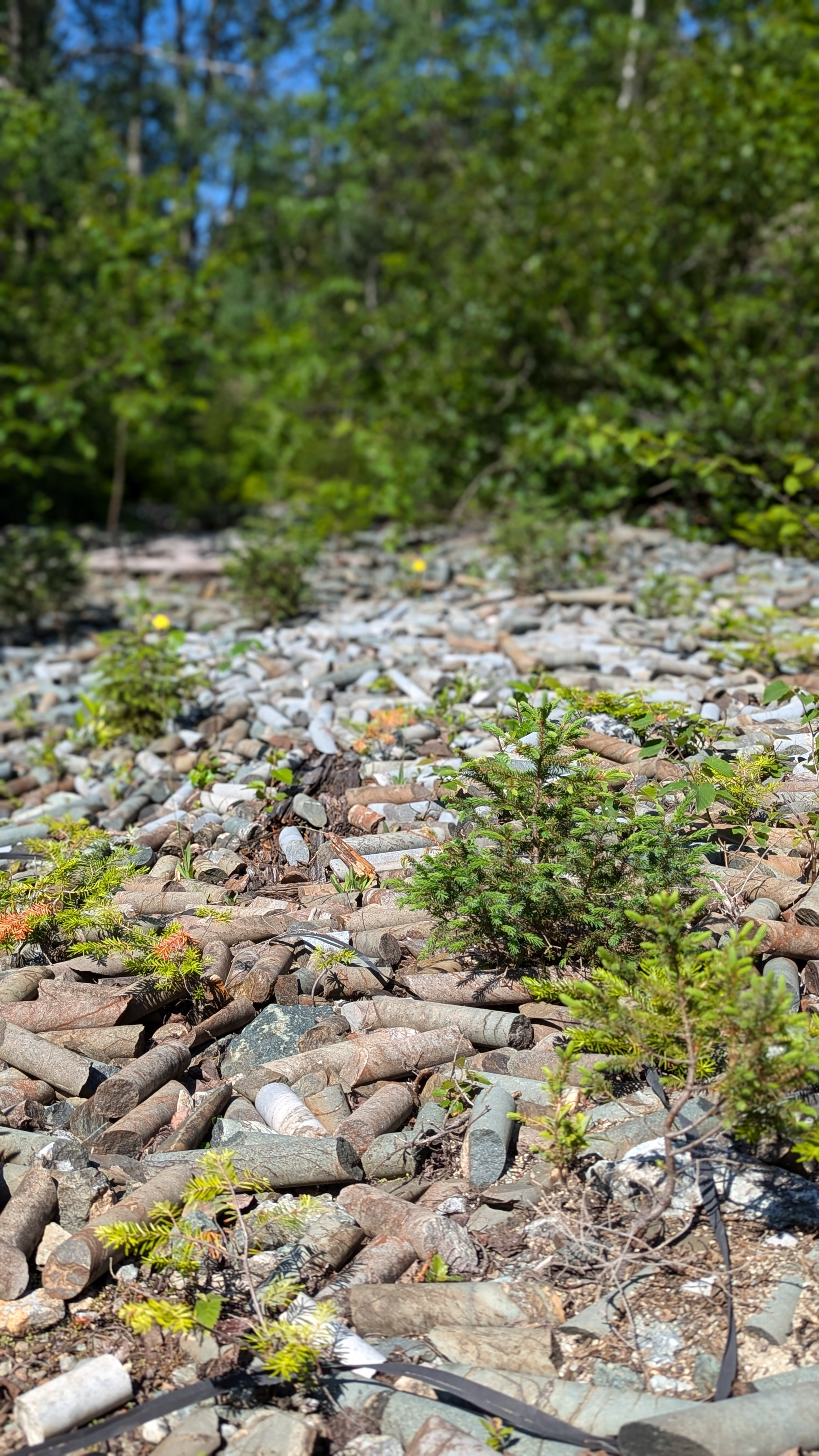
Ancienne carothèque de la mine Portage, Chibougamau, 2024.

Le forage EPICA a permis d'atteindre des strates quasi-parallèles sur environ 3 300 m : les carottes de diamètre 10 cm, de longueur maximale 3 m, soit plus d'un millier, ont conservé l'atmosphère terrestre de ces 800 000 dernières années dans de minuscules bulles d'air : elles constituent donc une archive du climat passé. 
La carothèque, maintenue à −55 °C, permet de conserver ce patrimoine mondial de la climatologie, sans devoir accomplir à nouveau l'exploit d'EPICA.

### Ice Memory
Concordia sert également de station de stockage pour le projet international Ice Memory. Cette initiative a été co-fondée en 2015 par sept partenaires, l'université Grenoble Alpes, le CNRS , l'IRD, l'IPEV, le CNR italien, l'université Ca'Foscari de Venise et l'Institut Paul Scherrer (suisse). Elle a fait l'objet d'une première publication à la conférence IPICS 2016 (International Partnerships in Ice Core Sciences). Le 18 janvier 2021, les partenaires ont créé la Fondation Ice Memory pensée pour assurer une gouvernance de long terme.
Le projet Ice Memory vise à conserver à très long terme des carottes de glace issus de glaciers du monde entier. En 2022, il abritait des carottes provenant du col du Dôme (France), du Nevado Illimani (Bolivie), du Béloukha (Altaï, Russie), de l'Elbrouz (Caucase, Russie), et du Kilimandjaro (Tanzanie).